# Port lotniczy Manihi
Port lotniczy Manihi – port lotniczy położony w Paeva, na wyspie Manihi, należącej do Polinezji Francuskiej.

## Linie lotnicze i połączenia
| Linia Lotnicza | Kierunek          |
| -------------- | ----------------- |
| Air Tahiti     | 1. Ahe 2. Papeete |